# Panneau de route prioritaire en France
Les panneaux de signalisation AB6 et AB7 avertissent du début ou de la fin du caractère prioritaire d’une route, soit :
- il s'agit d'une  route classée à grande circulation située hors agglomération ou en agglomération et que sa priorité est maintenue ;
- soit un arrêté de circulation a été pris par l'autorité de police pour la classer « route prioritaire ».

## Histoire
La notion de priorité d’une route par rapport à une autre apparaît en France dès 1921 avec l’instauration de la priorité des routes nationales sur les autres routes, puis en 1927 avec la priorité à droite. Le décret du 25 septembre 1932 crée les routes à grande circulation qui sont de fait les premières routes prioritaires. Ces routes sont en fait des routes nationales qui bénéficient d’une priorité absolue sur toutes les routes.
Mais la notion de route à caractère prioritaire au sens large apparaît formellement au niveau international avec le protocole international de Genève de 1949. Elle est traduite par les panneaux A8 et A9 indiquant respectivement l’état de route à caractère prioritaire et de fin de priorité. Ce protocole n’a toutefois pas de caractère obligatoire et est plutôt considéré comme un catalogue dans lequel chaque état peut retenir les panneaux qui lui conviennent. Ainsi la France n’adoptera pas ces signaux car ils ne correspondent pas au régime de priorité en vigueur sur le territoire.
Il faudra attendre l’arrêté du 23 juillet 1970 pour que ces panneaux soient réglementés sous les codes AB6 et AB7.

## Usage
Le panneau AB6 est à poser dans les cas suivants :

### Début d'une route prioritaire
Il est placé soit au début de la section, soit au-delà, mais avant la première intersection rencontrée.

### Intersections
Sur une route prioritaire, le régime de priorité ayant été signalé au début de la route par un panneau AB6, les voies adjacentes étant par ailleurs munies de la signalisation « Cédez le passage » (ou éventuellement « Stop »), il n'est pas nécessaire de signaler spécialement les intersections.
Toutefois, des panneaux AB6 seront placés à certaines intersections dans les cas suivants :
- Après une intersection où une route prioritaire a perdu son caractère prioritaire et le retrouve au-delà, il convient évidemment d'implanter dans tous les cas un panneau AB6 (50 m après environ en rase campagne, 0 à 30 m après en agglomération).
- En rase campagne, aux carrefours importants, un panneau AB6 est placé (50 m environ) après le carrefour pour informer les usagers du régime de priorité dont ils vont bénéficier. Ce panneau doit être autant que possible visible également par les usagers circulant sur la route prioritaire et n'ayant pas encore atteint le carrefour. Pour remplir cette condition on peut rapprocher le panneau AB6 jusqu'à 20 m du carrefour.
- En signalisation avancée des intersections qui offrent un caractère dangereux, soit par l'importance ou par la nature de la circulation qui les fréquente, soit par la disposition des lieux (carrefours ambigus), on place avant l'intersection (150 m en rase campagne, 0 à 30 m en agglomération) un panneau AB6 complété si le carrefour est ambigu par un panonceau-schéma.

Utilisation des panneaux AB6 et AB7 en rase campagne
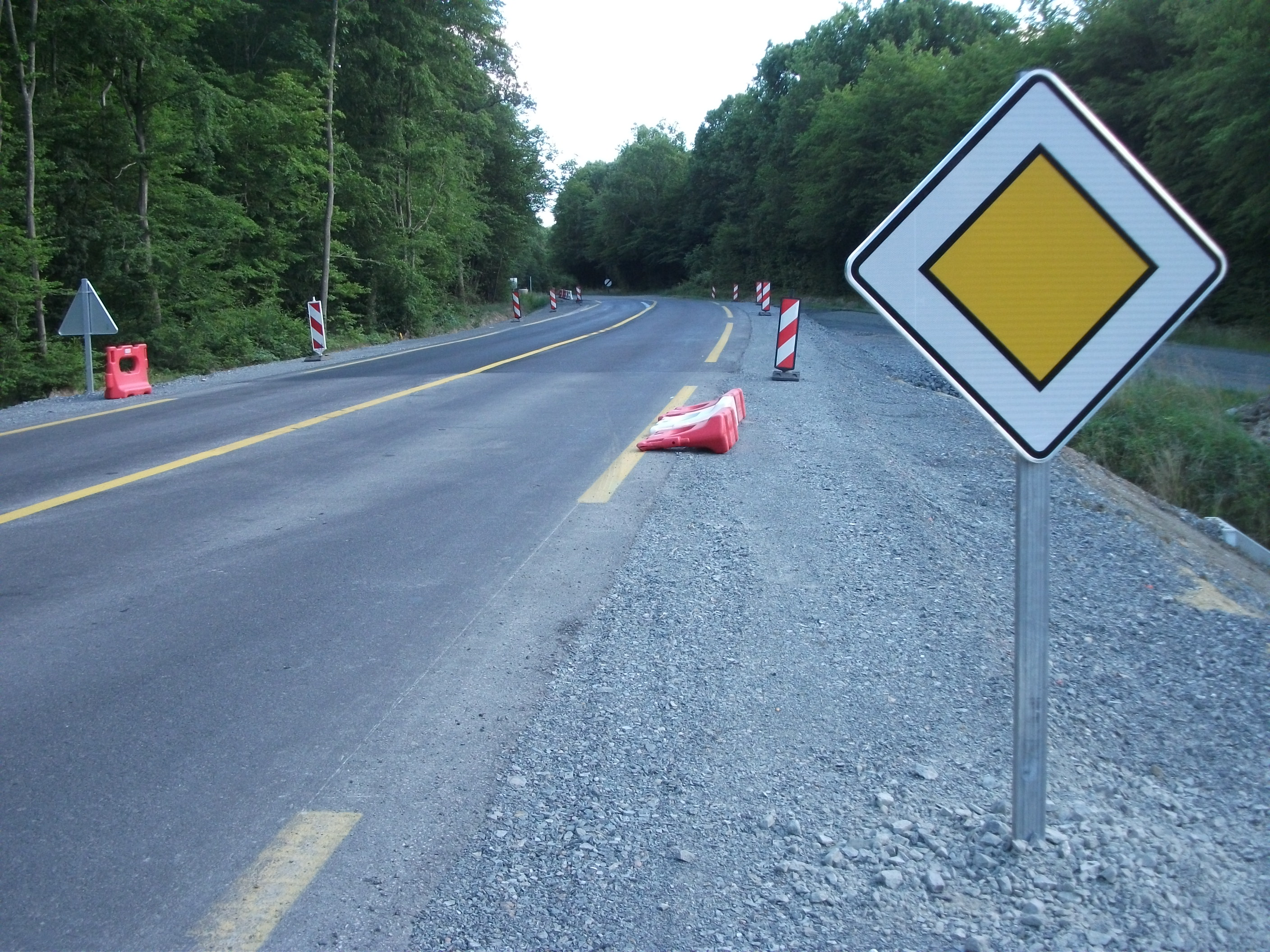
Cette route devient prioritaire après un carrefour giratoire.
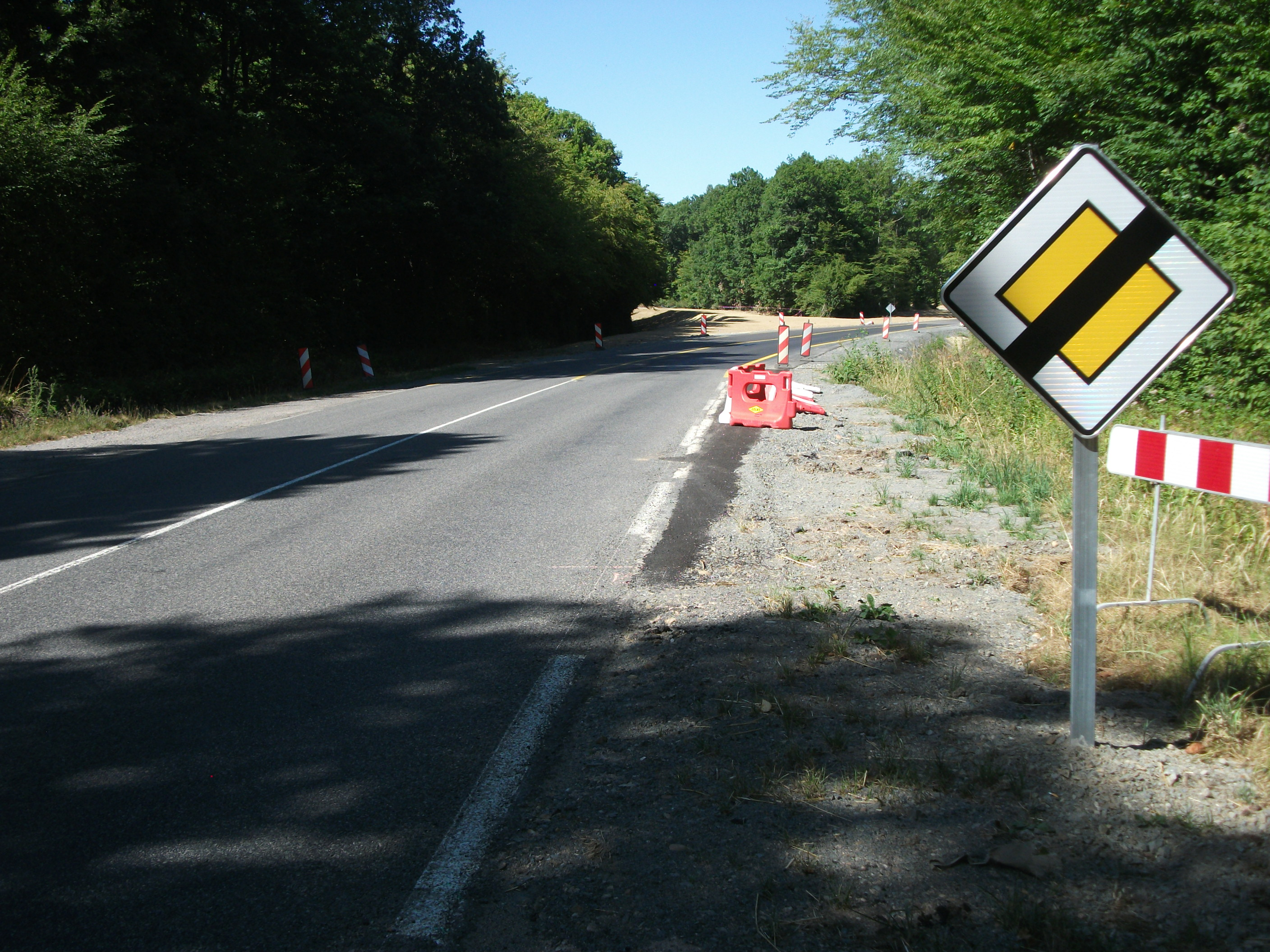
Cette route perd son caractère prioritaire avant un carrefour giratoire.

### Confirmation en voie courante
Dans certaines régions où les intersections signalées sont très espacées, on peut poser un panneau AB6 de manière à éviter que l'usager puisse parcourir plus de 5 km (ou 1 km en agglomération) sans en rencontrer un.

### Entrée d'agglomération

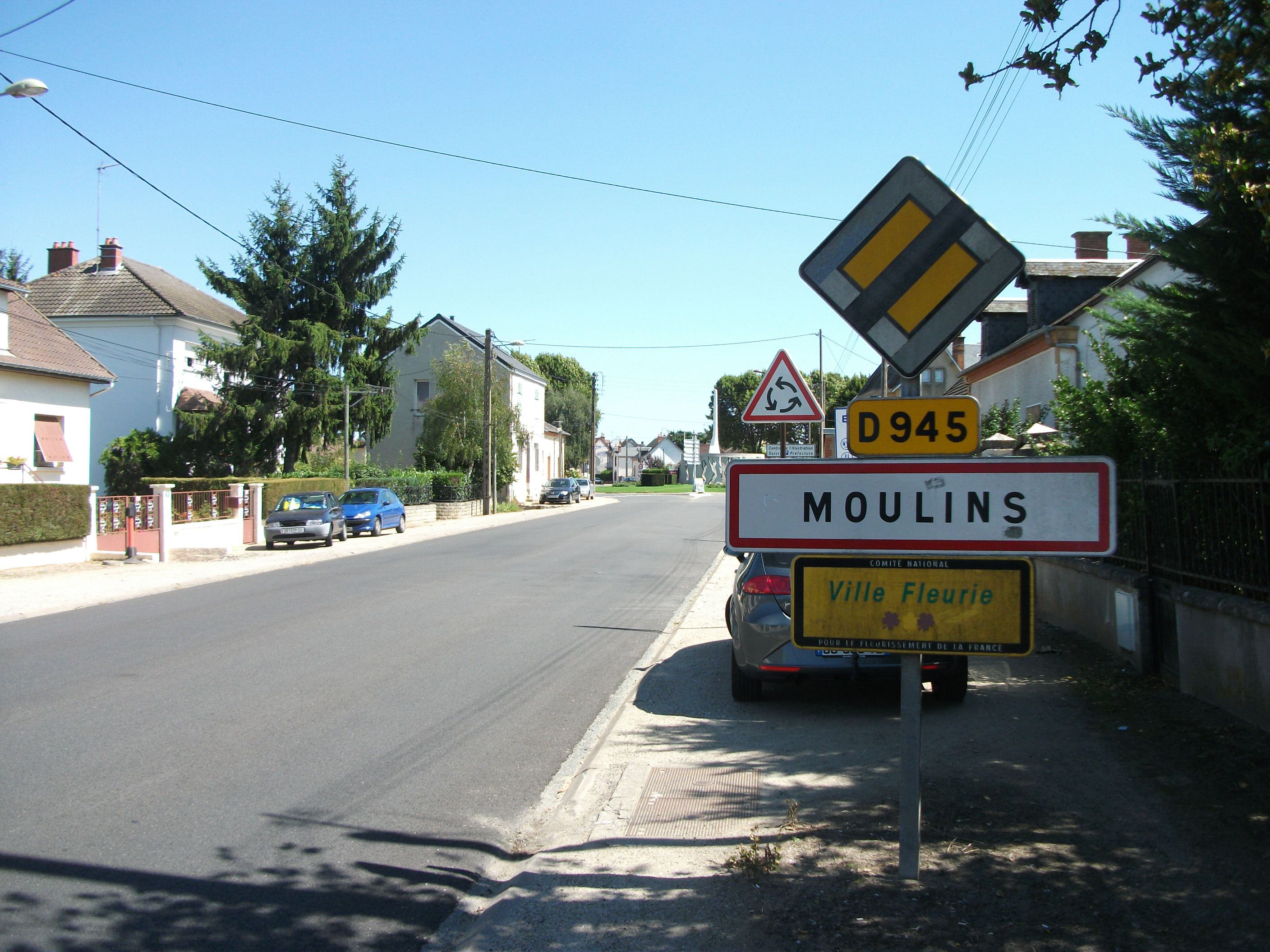
La route perd son caractère prioritaire en entrant dans une agglomération.

Pour que les usagers d'une route prioritaire entrant dans une agglomération puissent connaître le régime de priorité applicable à l'intérieur de celle-ci, un panneau AB6 ou AB7 est placé au-dessus du panneau de localisation :
- un panneau AB6 si la route est prioritaire au-delà ;
- un panneau AB7 si la route n’est plus prioritaire au-delà.

La présence du AB6 implique, non pas que la route sur laquelle le panneau est placé conserve sa priorité dans toute la traversée de l'agglomération, mais qu'elle ne la perd pas sans que l'usager en soit averti par un signal AB7.
Réciproquement, sur les routes signalées à l'entrée par un AB7, un panneau AB6 doit évidemment être mis en place à l'intérieur de l'agglomération au début de toute section où la route redevient prioritaire.

### Sortie d'agglomération

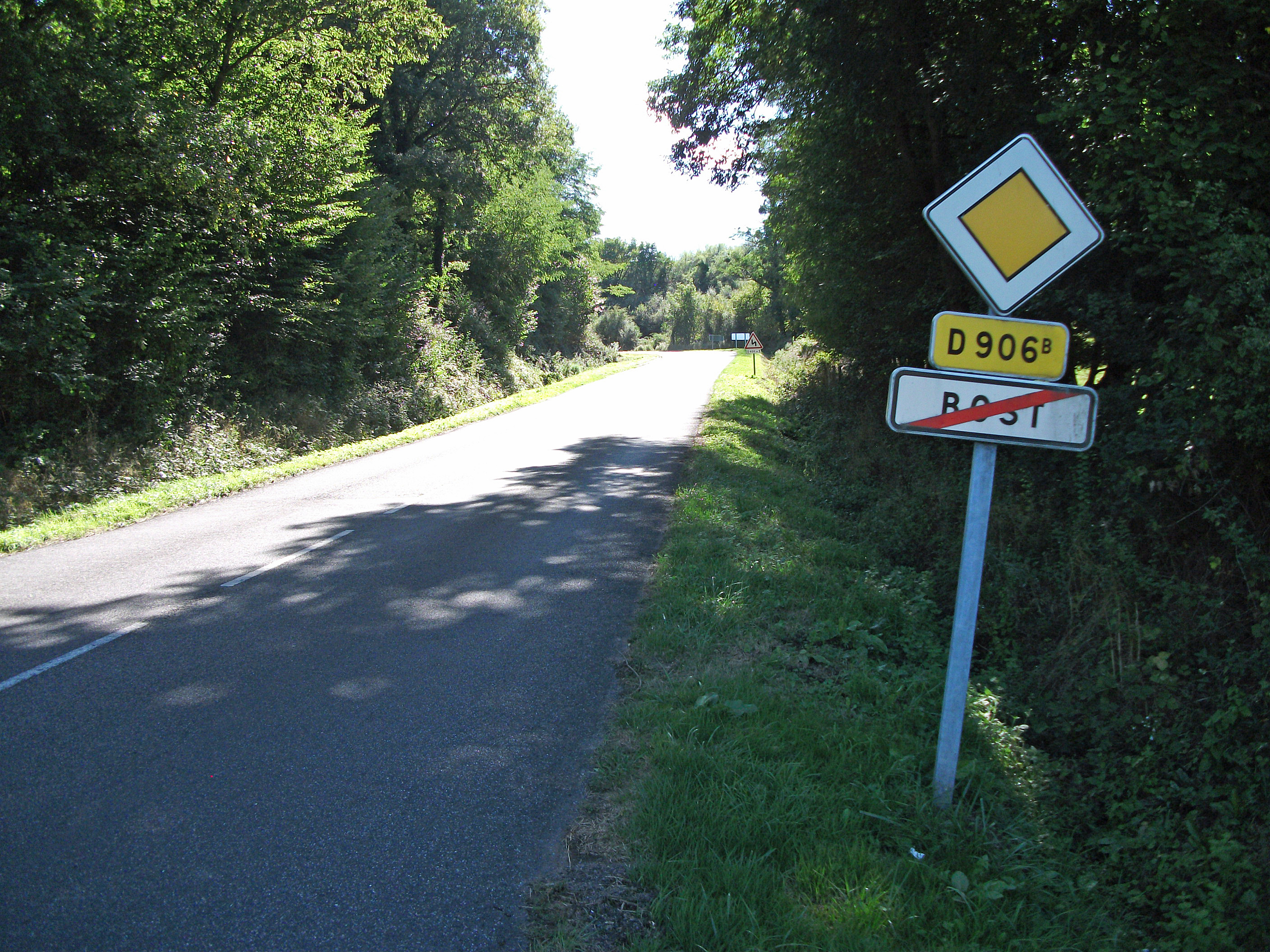
La route possède son caractère prioritaire en sortant d'une agglomération.

Un panneau AB6 est posé au-dessus du panneau de fin d'agglomération si la route est prioritaire au-delà.
Un panneau AB7 est posé dans les mêmes conditions quand la route, qui était prioritaire avant ou dans l'agglomération, cesse de l'être au-delà de celle-ci.

### Autoroutes
Par application de l’article R.421-3 du code de la route, les autoroutes sont des voies prioritaires. En conséquence, le panneau AB6 n’est jamais implanté sur autoroute.

## Caractéristiques
Il existe cinq gammes de dimensions de panneaux de priorité.

## Implantation

### Distance latérale
Sauf contrainte de site, la distance entre l'aplomb de l'extrémité du panneau situé du côté de la chaussée et la rive voisine de cette extrémité ne doit pas être inférieure à 0,70 m.
En rase campagne, les panneaux sont placés en dehors de la zone située en bord de chaussée et traitée de telle façon que les usagers puissent y engager une manœuvre de redirection ou de freinage dite « zone de récupération », ou leur support au minimum à 2 m du bord voisin de la chaussée, à moins que des circonstances particulières s'y opposent (accotements étroits, présence d'une plantation, d'une piste cyclable, d'une voie ferrée, etc.).
En agglomération les panneaux sont implantés de façon que le support gêne le moins possible la circulation des piétons.
Le support d'un signal peut aussi être implanté sur une propriété riveraine ou ancré à une façade après accord du propriétaire ou par application si cela est possible du décret-loi du 30 octobre 1935 et du décret 57-180 du 16 février 1957.

### Hauteur au-dessus du sol

#### En rase campagne
La hauteur réglementaire est fixée en principe à 1 m (si plusieurs panneaux sont placés sur le même support, cette hauteur est celle du panneau inférieur), hauteur assurant généralement la meilleure visibilité des panneaux frappés par les feux des véhicules.
Elle peut être modifiée compte tenu des circonstances locales :
- soit pour assurer une meilleure visibilité des panneaux,
- soit pour éviter qu'ils masquent la circulation.

#### En agglomération
Dans les agglomérations bénéficiant d'un éclairage public, les panneaux peuvent être placés à une hauteur allant jusqu'à 2,30 m pour tenir compte notamment des véhicules qui peuvent les masquer, ainsi que de la nécessité de ne gêner qu'au minimum la circulation des piétons.

#### Position de la face
Le plan de face avant d'un panneau implanté sur accotement ou trottoir doit être légèrement incliné de 3 à 5° vers l'extérieur de la route afin d'éviter le phénomène de réflexion spéculaire qui peut, de nuit, rendre le panneau illisible pendant quelques secondes.

## Visibilité de nuit
Les panneaux et panonceaux de signalisation doivent être visibles et garder le même aspect de nuit comme de jour. Les signaux de danger sont tous rétroréfléchissants ou éventuellement dans certaines conditions définies ci-dessous, éclairés.
Les revêtements rétroréfléchissants doivent avoir fait l'objet, soit d'une homologation, soit d'une autorisation d'emploi à titre expérimental. La rétroréflectorisation porte sur toute la surface des panneaux et panonceaux à l'exception des parties noires ou grises.